# Bettelsuppe

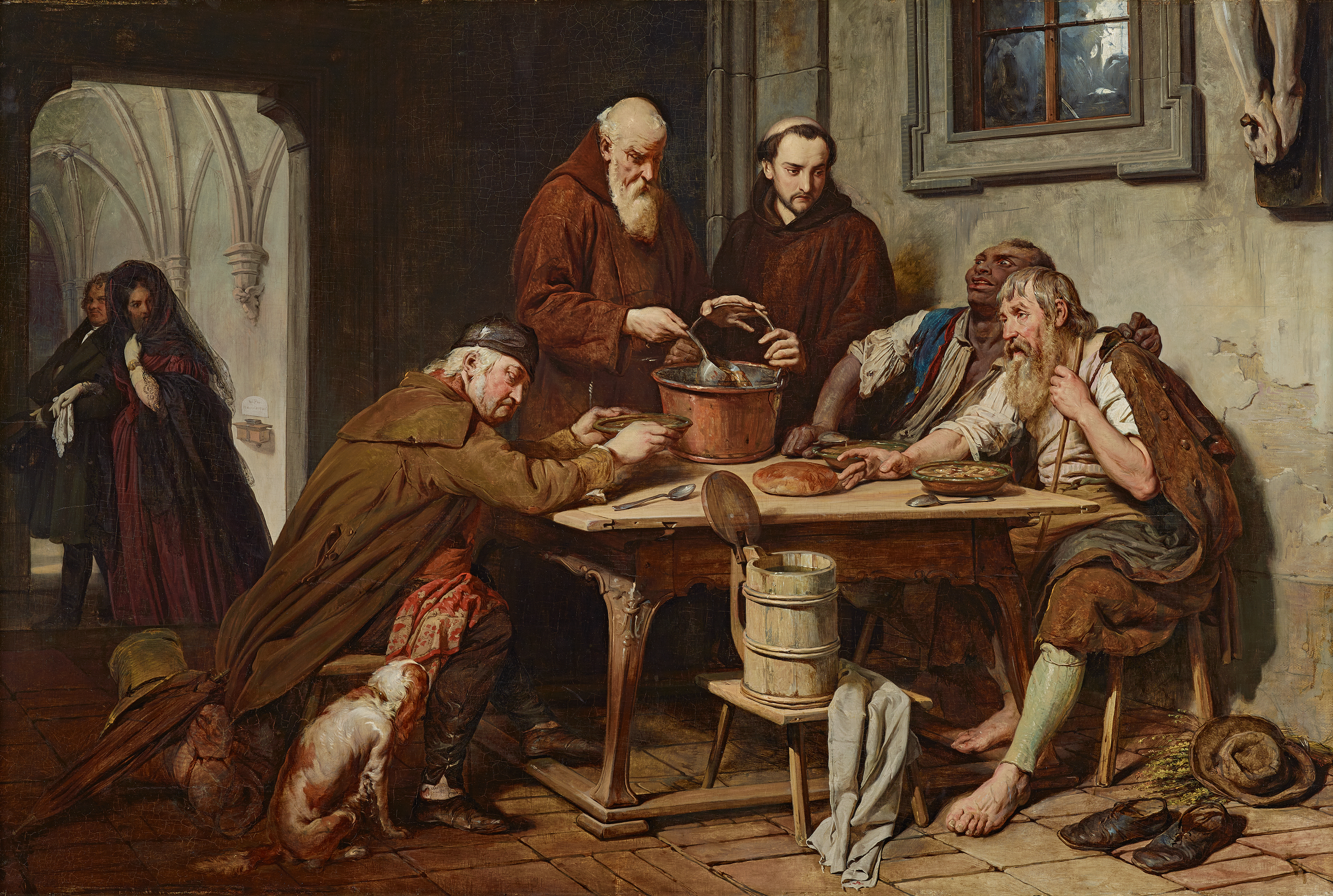
Josef Danhauser: Die Klostersuppe (1838)

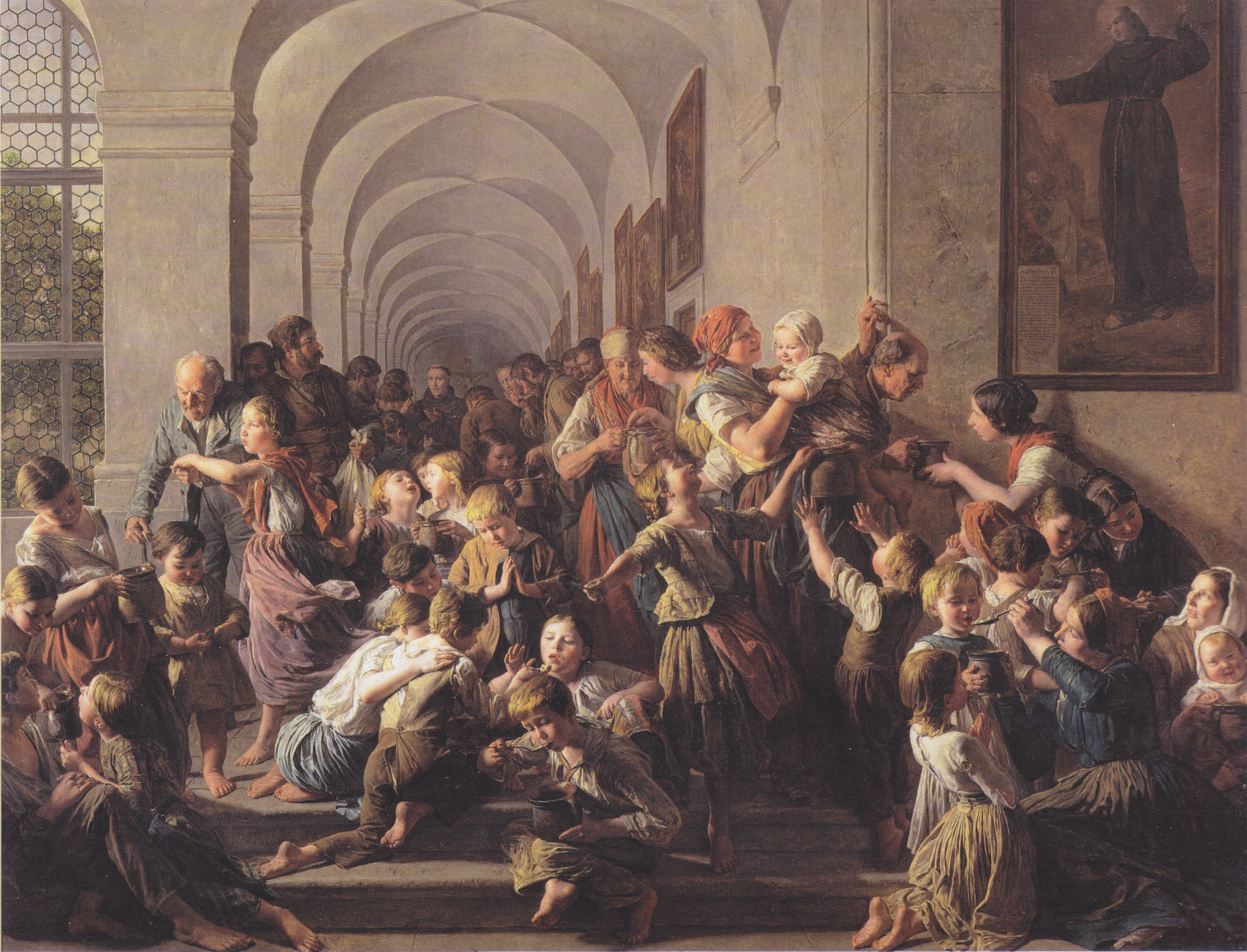
Ferdinand Georg Waldmüller: Die Klostersuppe (um 1858)

Bettelsuppe ist ein veralteter Begriff für Suppe, die an arme Menschen und Bettler bei Armenspeisungen ausgegeben wurde, vor allem von Klöstern an Bedürftige. Beginnend im 18. Jahrhundert wurde dies als milde Gabe offiziell verboten, da arbeitsfähige Menschen dazu angehalten werden sollten, ihren Unterhalt selbst zu verdienen. Der Begriff Bettelsuppe hielt sich später lange noch, zum Beispiel für die kostenlose Verköstigung der Studenten, für dünne Suppen und auch als Metapher. Bekannt sind auch die alternativen Bezeichnungen Klostersuppe und Hofsuppe, je nach Ort der Ausgabe.

## Geschichte
Das Spätmittelalter war ab Mitte des 14. Jahrhunderts in Europa durch Epidemien, Klima-, Agrar- und Bevölkerungskrisen, aber auch durch kulturelle und religiöse Krisen gekennzeichnet, wie der holländische Historiker Johan Huizinga in seinem 1919 erschienenen Werk Herbst des Mittelalters dargelegt hat. Das Betteln vor den Kirchentüren nahm im 15. Jahrhundert überhand.
Der Lindauer Reichstag von 1496 forderte, dass gesunde Bettler arbeiten müssten, denn ansonsten würde ein Mangel an „taglönern unt andern arbaitern ... und erhöhung des lons“ eintreten. Diese Begründung steht dann regelmäßig als Topos in den Bettlergesetzen der folgenden Jahrhunderte. Zwei Jahre danach erneuerte der Reichstagsabschied zu Freiburg diese Bestimmungen etwas wortreicher.
Die Freiburger Bettelordnung klagte 1546, dass das Almosenspenden vor den Kirchen und die Bettelsuppen der Klöster viele Landstreicher in die Stadt locken würden.
In Bayern ließen um 1700 aufgrund der desolaten Lage selbst die städtischen Beisitzer und Tagelöhner sich die Bettelsuppe aus Klöstern, Armen- und Siechenhäusern durch unbekannte Leute holen, obwohl es nur offiziell anerkannten Armen erlaubt war, Almosen zu empfangen.
In den frühen 1770er Jahren wurde die unzulängliche Armenfürsorge in den katholischen Territorien, insbesondere in den Fürstbistümern, allmählich aus den Händen der Kirche genommen. Die Bedürfnisse der postfeudalen frühkapitalistischen Wirtschaft führten dazu, dass Arbeitshäuser eingerichtet wurden, wo Bedürftige sich ihren Lebensunterhalt zumindest teilweise selbst erwirtschaften mussten. Dies war auch im Sinne der Aufklärung, die zu einer positiven Neubewertung der Arbeit führte und die Verantwortung den Städten übertrug, dadurch aber auch die Sozialdisziplinierung der Betroffenen förderte. Die Bedürftigen wurden aufgefordert, als sinnvoll betrachtete Arbeit zu verrichten, statt der Nächstenliebe bzw. der kostenlosen Kost vor den Klöstern zu harren, was nur zum Müßiggang anrege. Ab 1781 wurde den Klöstern die Ausgabe von Bettelsuppe direkt verboten. Schon 1774 hatte sich ein österreichischer Beamter über die Bettelsuppe geärgert und bezeichnete sie als eine „Mastsuppe der Müßiggänger“. Das Verbot der Bettelsuppe bezeugt die Distanz zu ungeregelter und willkürlicher Mildtätigkeit und verdeutlicht auch die Säkularisationstendenzen dieser Zeit.
In den Freiburger Klöstern wurden außer den Bettelsuppen auch Almosengeben und Betteln verboten. Die armen Leute wurden nach völlig Arbeitsunfähigen, Armen ohne ausreichenden Verdienst und Müßiggängern unterschieden. Für die Arbeitsunfähigen sorgten das Heiliggeistspital oder sogenannte Kosthäuser, ansonsten wurde der Magistrat verpflichtet, Arbeitsplätze zu schaffen, zum Beispiel in Spinnwerkstätten.
Um 1800 war die arme Bevölkerung in dem durch Krieg verarmten Konstanz auf die Bettelsuppen der umliegenden Klöster angewiesen.

## Zutaten und Rezepte

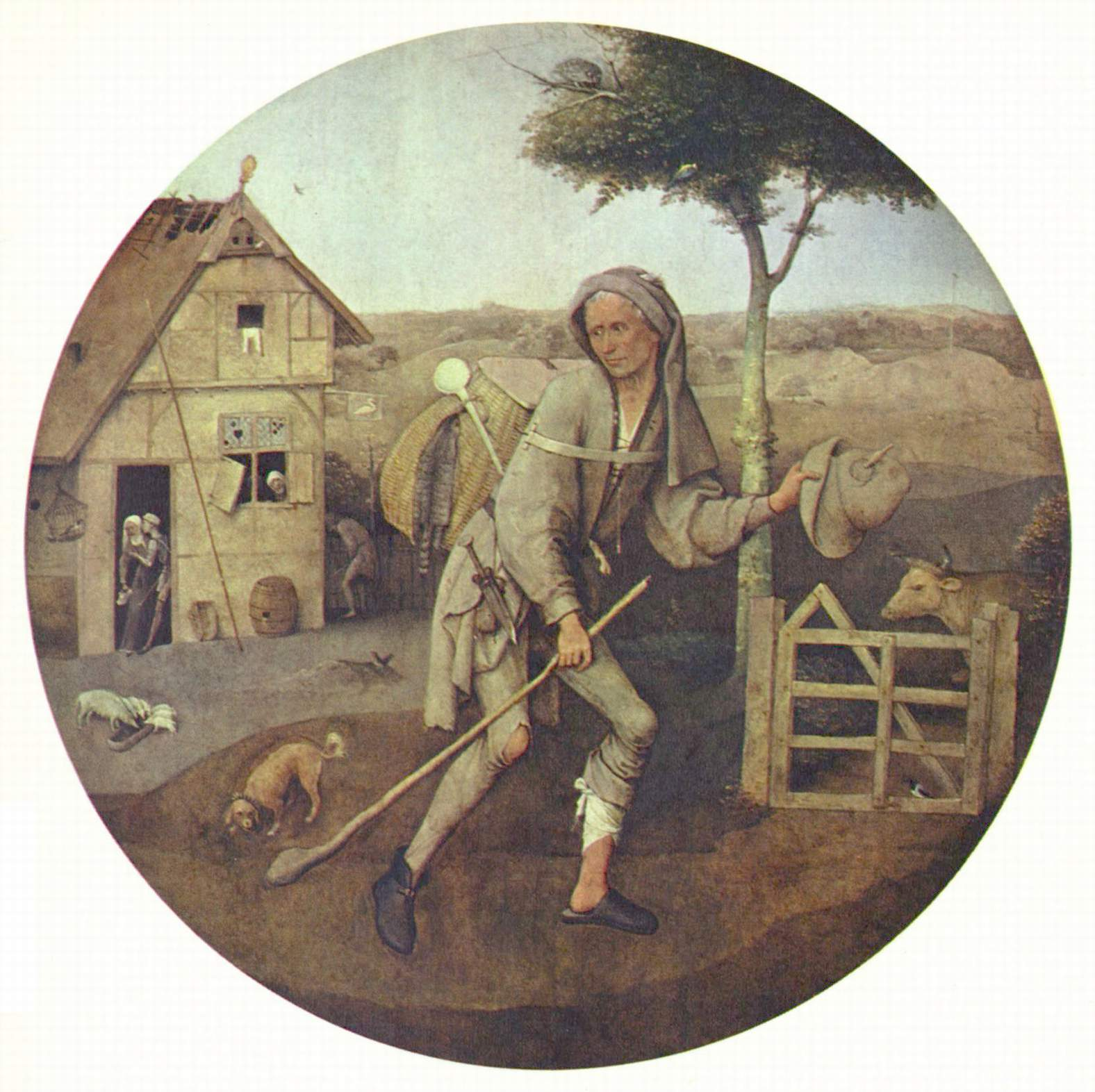
Der Hausierer in Hieronymus Bosch’ Gemälde trägt einen Löffel für die Bettelsuppe

Eine englische Ausgabe von Goethes Faust aus dem Jahr 1886 erklärte den Begriff Bettelsuppe als eine Art Suppe, hergestellt aus allerlei Abfällen und Resten, die an den Toren der Klöster kostenlos an Bettler gegeben wurde.
Johann Joachim Brunschweiler berichtete aus seiner Wanderzeit, dass die frommen Patres in Landau gut lebten, das bemerkte er an der Suppe, die sie den Armen austeilten. Die „Klostersuppe“ wurde einmal die Woche aus den ungenießbaren Teilen und Knochen von allerlei Tieren gekocht, mit Speckrinde, Butter und Gemüse, eingedickt mit Schwarzbrot. Da keine Löffel ausgeteilt wurden, musste er sich Löffel von den Bettlern ausleihen, die ihre Löffel immer mit sich führten.
Nach einer Empfehlung eines Wochenblattes aus der Zeit des Böhmischen Reichs für eine „unverkünstelte Bettelsuppe“ gehörten „für den unverwöhnten Gaumen der genügsamen Armuth“ nur Schwarzbrot, Knoblauch, Salz, Kümmel und ein paar Löffel Essig hinein. Butter und Eier waren nur höchst selten enthalten, oft nicht einmal Mehl, Schweinefett und Zwiebeln. Mit einer solchen Suppe im Magen könne man schon ein paar Stunden lang auch einer heftigen Kälte trotzen, so die Meinung des Artikelschreibers. Die mildtätigen Hausfrauen sollten die hungernden Armen bei Schneegestöber nicht mit Brot und Kartoffeln überladen.
Johann Siegmund Popowitsch beschrieb im 18. Jahrhundert eine „Bettlersuppe“ von zerriebenem schwarzen Brot: „Die wird im Felde öfters gemacht, um das schwarze harte Brod zu verzehren. Das Brod wird im Wasser gekocht, und zuletzt mit Schmalz, darinnen Zwiebel geröstet worden, abgebrennet.“
Die österreichische Konstitutionelle Volkszeitung veröffentlichte 1896 einen Aufsatz über die Bettelstudenten, welche an den „Freitischen“ der Klöster eine sogenannte Bettelsuppe erhielten eine „Wassersuppe mit Saurem“. Das Saure enthielt meist einige „Fleischüberreste“.

## Bettelstudenten

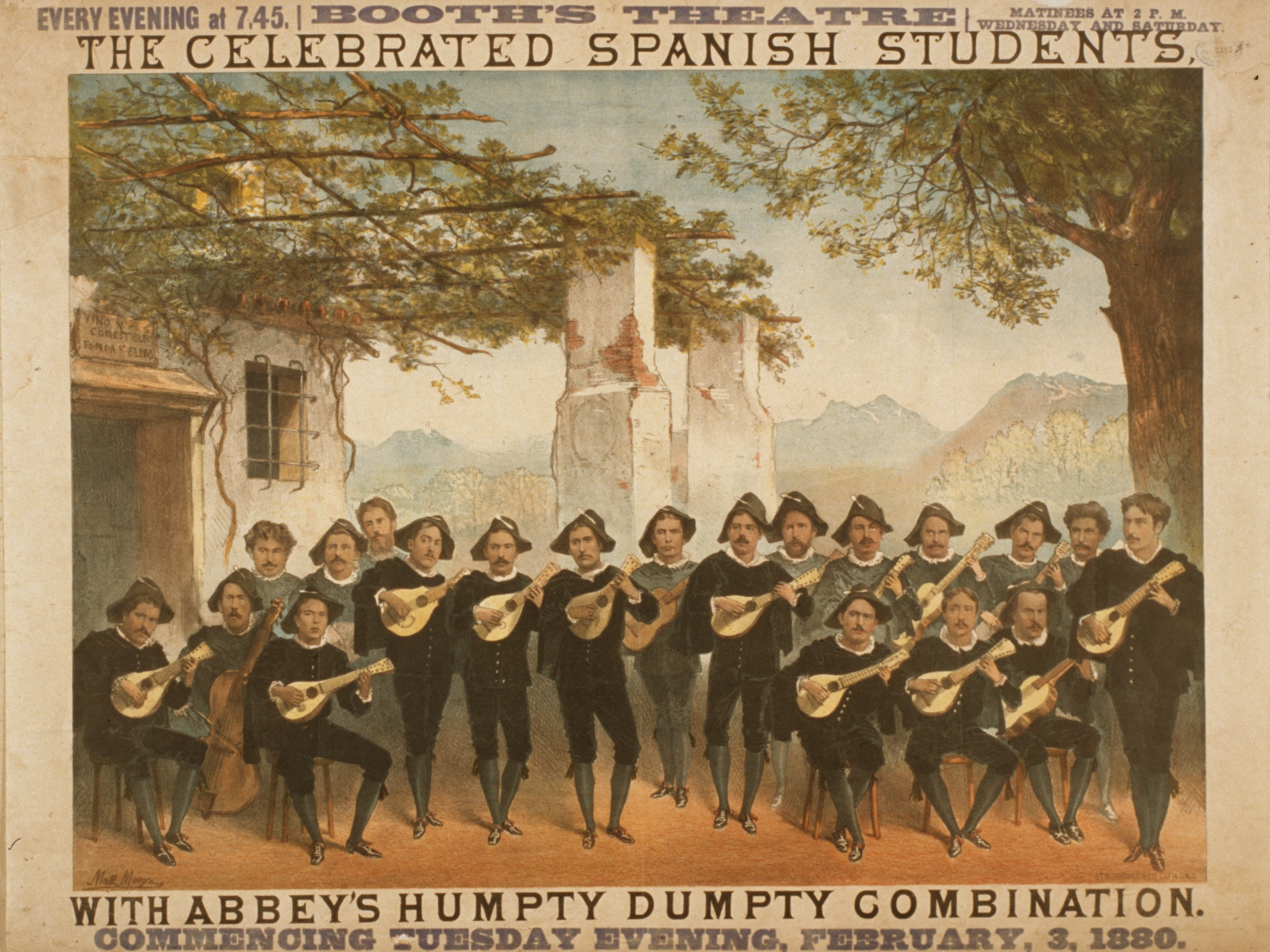
Estudiantina, spanische Studenten mit Löffeln am Dreispitz

Über Jahrhunderte mussten die fahrenden Künstler und Scholaren nach Freitischen und Bettelsuppen suchen. Als Zeichen ihres Rechts auf Freikost trugen einige spanische Studenten den Löffel am Hut. Der Dreispitz mit seitwärts am Hut befestigtem Löffel ist das charakteristische Requisit und Wahrzeichen der „estudiantina“, denn in Spanien und in spanischsprachigen Ländern war der Löffel von jeher ein Wahrzeichen des Studententums.
Den Wiener Scholaren und Studenten wurde kostenlos eine Tracht mit Dreispitz beigestellt, die sie als Bettelstudenten oder „pauperes“ (würdige Bettler) kennzeichnete und ihnen den Vortritt verschaffte, die Bettelsuppe vor den anderen Bettlern zu bekommen.
Die Plätze an den Freitischen waren begrenzt, es galt erst einmal einen Löffel zu ergattern. Die Bettelsuppen wurden den „glücklichen Löffelbesitzern“ in zwei „schon vom Töpfer copulirten Häferln“ serviert.

## Geschirr
Der Betteltopf, den im Mittelalter die Bettler für ihre Bettelsuppe an einem Band um die Schulter trugen, hieß Scherben. Ernst Benjamin Salomo Raupach berichtete von seinen Reisen, dass 1809 in Halle „Freitags, wo Allmosen ausgetheilt wird, vor der Menge von Bettlern kaum über die Straße zu kommen, an andern Tagen wird man von Duzenden dieser Unglücklichen verfolgt, vor den Gasthöfen stehen sie mit leeren Scherben um eines Löffels warmer Suppe willen.“
Die niederösterreichische Regierung musste das 1582 erstmals ausgesprochene Verbot von Betteln und Singen der Studenten bis ins 18. Jahrhundert ständig wiederholen. Für die Bettelsuppe, die den Bettelstudenten in den verschiedenen Klöstern abwechselnd gespendet wurde, benötigten sie ein „doppeltes Häferl mit einem Henkel in der Mitte“ sowie ein Breve, das ihnen das Recht auf freie Kost verbriefte.

## Darstellung in der Kunst

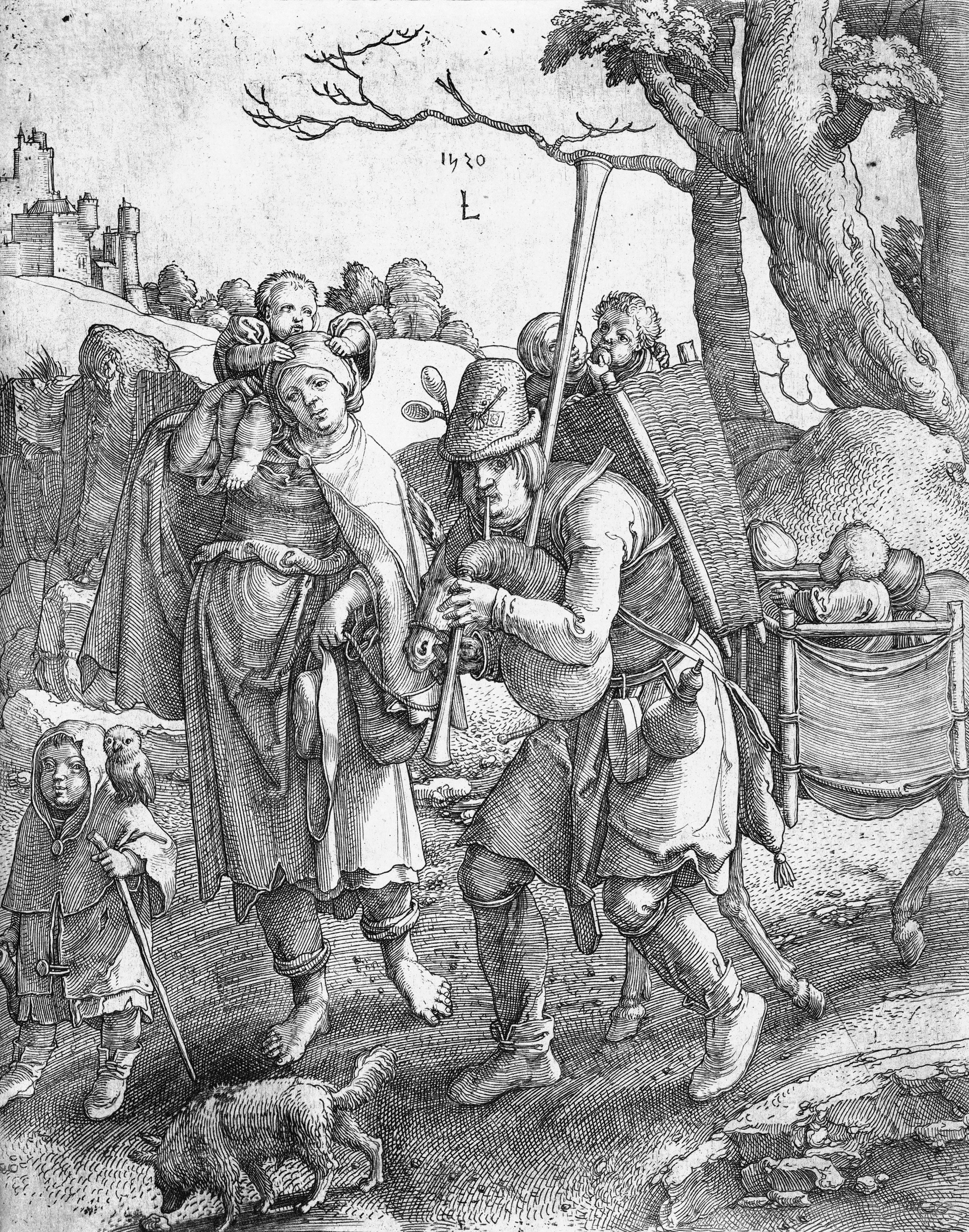
Der Vater der Bettlerfamilie trägt zwei Löffel am Hut im Bild Die Bettler von Lucas van Leyden, 1520

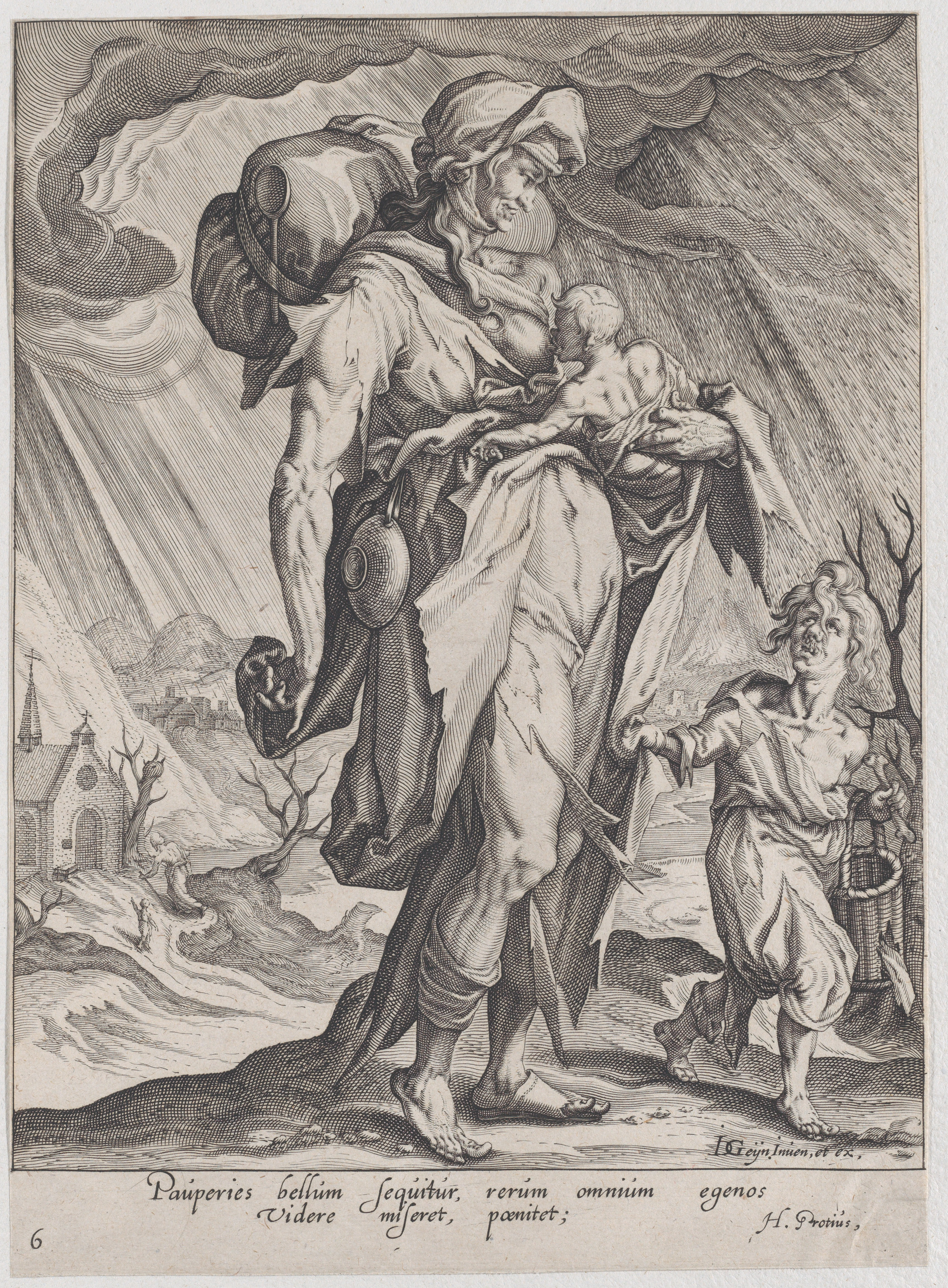
Pauperies oder Armut dargestellt mit Löffel und Scherben (Jacques de Gheyn II. im MET)

Bettlerdarstellungen in Stichen und Holzschnitten zeigen diese Personen oft mit Bettlerschale und Löffel. Bettler trugen manchmal Löffel an ihrer Kopfbedeckung als Zeichen ihres Anspruchs auf die kostenlose Bettelsuppe. Der Löffel am Bettlerhut als Tragezeichen war ein Erkennungszeichen dieser sozialen Gruppe.
Unter den Illustrationen des Manuskripts Rosenroman ist eine allegorische Darstellung der „Armut“, ein Bettler mit zerrissenem Umhang und abgetragenen Hosen, mit Bettlerschale und einem Löffel, den er am Band seines groben Zottelhuts stecken hat.
In Lucas van Leydens Kupferstich mit der herumziehenden Bettlerfamilie trägt der Vater zwei Löffel am Hut. Wilhelm Fraenger deutete den „Löffel für die Bettlersuppe eines Heimatlosen“ in Hieronymus Boschs Verlorenem Sohn als Wahrzeichen für die Unsesshaftigkeit. Dem Löffel für die Bettelsuppe eines Heimatlosen gab Bosch selbst den moralischen Nebensinn von „lüderlicher Liebschaften“.
Das klassische Thema „Klostersuppe“, wurde auch noch im 19. Jahrhundert häufig bildlich umgesetzt, um nun aber Kritik an den sozialen Verhältnissen und an der Gleichgültigkeit des Staates zu üben.
Ferdinand Georg Waldmüller wählte als Schauplatz das Wiener Franziskanerkloster, dessen Stufen von vielen glücklichen Kindern und Frauen überlaufen sind. Im Hintergrund umringen Männer mittleren Alters einen Franziskanerpater. Danhausers Gemälde „Klostersuppe“ stellt das Gegenstück zu einem anderen seiner Gemälde zum Thema der evangelischen Parabel vom reichen Prasser und dem armen Lazarus dar, seine Bettler sind eine Mahnung für die noch mögliche Umkehr.
In dem Gemälde Diskussion um die Bettelsuppe von Willi Wentzel, einem Schüler von Alfred Frank, sind die Armen eindeutig als erwerbslose Arbeiter gekennzeichnet, welche die „Wohlfahrtssuppe“ aber nicht mehr schicksalergeben annehmen, sondern über die Ursache ihrer Not nachzudenken und zu diskutieren beginnen. Die vom Expressionismus entwickelten malerischen Mittel herrschen vor, doch kennzeichnen sie nicht eine dumpfe Masse, sondern werden zur Steigerung ihrer geistigen Intensität genutzt.

## Bettelsuppe als Metapher
Der Reformator Martin Luther erläutert den Sinn der zweiten Bitte im Vaterunser (dein Wille geschehe) mit der Anekdote „ein großes kaiserlich Geschenk zu geben, und der Narr bettelte um nichts als um eine Bettelsuppe, den würde man billig für einen Schelm und Bösewicht halten.“ Mit der Bitte an Gott „Dein Reich komme“ erlange man alles, es ist nicht, wie eine Bettelsuppe von einem Kaiser zu erbitten, in dessen Macht viel mehr steht.
Bettel- oder Armensuppen wurden längst in den Klöstern gereicht, noch bevor es die 1795 erfundene Rumfordsuppe gab. Johann Wolfgang Goethe verwendete den Begriff im Faust („wir kochen breite Bettelsuppen“) und in einem Brief an Friedrich Schiller („eigentlich eine Bettelsuppe, wie sie das deutsche Publikum liebt“). Bei Goethe steht der Begriff für schlechte Literatur, „die nur auf billige Wirkung ausgeht“.
Auch andere benutzten den Begriff noch Jahrhunderte später. Nach dem Zweiten Weltkrieg beispielsweise wurde im Kampf um die Einführung von Witwen- und Waisenrenten, der Alters- und Hinterbliebenenversicherung befürchtet, dass wegen der geringen Renten „wieder eine Bettelsuppe“ herauskommen würde.